# Conselho Revolucionário das Forças Armadas (Gana)
O Conselho Revolucionário das Forças Armadas (em inglês:  Armed Forces Revolutionary Council, AFRC) foi o governo de Gana de 4 de junho de 1979 a 24 de setembro de 1979. Chegou ao poder em um sangrento golpe de Estado que removeu o Supremo Conselho Militar, um outro regime militar, do poder. O golpe de 4 de junho foi precedido de uma tentativa frustrada em 15 de maio de 1979, quando o tenente Jerry Rawlings e militares de outras patentes foram presos. O julgamento só serviu para torná-los populares até que acabaram por ser libertados na manhã do dia 4 de junho por jovens oficiais e suboficiais inspirados por Rawlings.
O regime começou a ocupar-se na "limpeza da casa" contra a corrupção. Três antigos líderes militares de Gana: o tenente-general Akwasi Afrifa, o general Ignatius Kutu Acheampong e o tenente-general Fred Akuffo foram executados juntamente com outros cinco oficiais superiores considerados como tendo sido corrompidos pelas cortes especiais criadas pelo governo.  Inúmeros empresários também foram visados e tiveram seus bens confiscados ilegalmente pelo governo do Conselho Revolucionário das Forças Armadas, incluindo J. K. Siaw.
O Conselho Revolucionário das Forças Armadas autorizou que as então programadas eleições fossem adiante, e entregaram o poder ao legalmente eleito Dr. Hilla Limann do Partido Nacional do Povo, que se tornou o único presidente da Terceira República de Gana.